# Sommer-Paralympics 2024/Schwimmen
Bei den Sommer-Paralympics 2024 in Paris wurden in insgesamt 141 Wettbewerben im Schwimmen Medaillen vergeben. Die Entscheidungen fielen zwischen dem 29. August und dem 7. September 2024 in der Paris La Défense Arena.

## Klassifizierung
Schwimmen ist die einzige Sportart, die die funktionellen Bedingungen des Gliedmaßenverlusts, der Hirnschädigung, der Rückenmarkschädigung und andere Behinderungen quer durch alle Startklassen in Beziehung setzt.
- Die Startklassen S1-S10, SB1-SB9, SM1-SM10 gelten für alle Körperbehinderten,
- die Startklassen S11-S13, SB11-SB13, SM11-SM13 gelten für die Sehbehinderten,
- die Startklassen S14, SB14, SM14 gelten für Sportler mit einer geistigen Behinderung.

Niedrige Ziffern bei den Körper- und Sehbehinderten zeigen deutlich stärkere Behinderungen an als hohe Ziffern.
- S: Freistil-, das Rücken- und das Schmetterlingsschwimmen.
- SB: Brustschwimmen
- SM: Lagenschwimmen.

In jeder Startklasse dürfen Schwimmer, mit Rücksicht auf ihre Behinderung, mit einem Startsprung oder vom Beckenrand aus oder direkt aus dem Wasser starten. Dies wird durch einen Unterparameter berücksichtigt.

## Ergebnisse Männer

### 50 Meter Freistil
| Klasse | Goldmedaille                    | Goldmedaille       | Goldmedaille | Silbermedaille                  | Silbermedaille                 | Silbermedaille | Bronzemedaille                  | Bronzemedaille            | Bronzemedaille |
| Klasse | Land                            | Sportler           | Zeit (s)     | Land                            | Sportler                       | Zeit (s)       | Land                            | Sportler                  | Zeit (s)       |
| ------ | ------------------------------- | ------------------ | ------------ | ------------------------------- | ------------------------------ | -------------- | ------------------------------- | ------------------------- | -------------- |
| S3     | Türkei                          | Umut Unlu          | 44,83        | Ukraine                         | Denys Ostapchenko              | 45,14          | Deutschland                     | Josia Topf                | 45,61          |
| S4     | Kanada                          | Sebastian Massabie | 35,61 WR     | Japan                           | Takayuki Suzuki                | 36,85          | Israel                          | Ami Omer Dadaon           | 37,11          |
| S5     | Volksrepublik China             | Jincheng Guo       | 29,33 WR     | Volksrepublik China             | Weiyi Yuan                     | 30,80          | Volksrepublik China             | Lichao Wang               | 31,23          |
| S7     | Ukraine                         | Andrii Trusov      | 26,38 WR     | Kolumbien                       | Carlos Serrano Zarate          | 27,60          | Neutrale Paralympische Athleten | Egor Efrosinin            | 28,02          |
| S9     | Italien                         | Simone Barlaam     | 23,90 WR     | Neutrale Paralympische Athleten | Denis Tarasov                  | 25,15          | Norwegen                        | Frederik Solberg          | 25,33          |
| S10    | Australien                      | Thomas Gallagher   | 23,40        | Brasilien                       | Phelipe Andrews Melo Rodrigues | 23,54          | Australien                      | Rowan Crothers            | 23,79          |
| S11    | Japan                           | Keiichi Kimura     | 25,98        | Volksrepublik China             | Dongdong Hua                   | 26,11          | Brasilien                       | Wendell Belarmino Pereira | 26,11          |
| S13    | Neutrale Paralympische Athleten | Ihar Boki          | 23,65        | Ukraine                         | Illia Yaremenko                | 23,77          | Ukraine                         | Oleksij Wirtschenko       | 23,85          |

### 100 Meter Freistil
| Klasse | Goldmedaille | Goldmedaille       | Goldmedaille | Silbermedaille      | Silbermedaille          | Silbermedaille | Bronzemedaille                  | Bronzemedaille                 | Bronzemedaille |
| Klasse | Land         | Sportler           | Zeit (min)   | Land                | Sportler                | Zeit (min)     | Land                            | Sportler                       | Zeit (min)     |
| ------ | ------------ | ------------------ | ------------ | ------------------- | ----------------------- | -------------- | ------------------------------- | ------------------------------ | -------------- |
| S4     | Israel       | Ami Omer Dadaon    | 1:20,25      | Japan               | Takayuki Suzuki         | 1:21,71        | Mexiko                          | Angel de Jesus Camacho Ramirez | 1:22,32        |
| S5     | Ukraine      | Oleksandr Komarov  | 1:07,77 PR   | Volksrepublik China | Jincheng Guo            | 1:08,22        | Neutrale Paralympische Athleten | Kirill Pulver                  | 1:09,41        |
| S6     | Italien      | Antonio Fantin     | 1:03,12 PR   | Brasilien           | Talisson Henrique Glock | 1:05,27        | Frankreich                      | Laurent Chardard               | 1:05,28        |
| S8     | Australien   | Callum Simpson     | 58,23        | Vereinigte Staaten  | Noah Jaffe              | 58,25          | Italien                         | Alberto Amodeo                 | 58,30          |
| S10    | Italien      | Stefano Raimondi   | 51,40        | Australien          | Rowan Crothers          | 51,55          | Australien                      | Thomas Gallagher               | 51,86          |
| S12    | Ukraine      | Yaroslav Denysenko | 0:53,11      | Ukraine             | Maksym Veraska          | 0:53,64        | Aserbaidschan                   | Raman Salei                    | 0:53,65        |

### 200 Meter Freistil
| Klasse | Goldmedaille           | Goldmedaille                      | Goldmedaille | Silbermedaille                  | Silbermedaille     | Silbermedaille | Bronzemedaille | Bronzemedaille             | Bronzemedaille |
| Klasse | Land                   | Sportler                          | Zeit (min)   | Land                            | Sportler           | Zeit (min)     | Land           | Sportler                   | Zeit (min)     |
| ------ | ---------------------- | --------------------------------- | ------------ | ------------------------------- | ------------------ | -------------- | -------------- | -------------------------- | -------------- |
| S2     | Brasilien              | Gabriel Geraldo dos Santos Araujo | 3:58,92      | Neutrale Paralympische Athleten | Wladimir Danilenko | 4:14,16        | Chile          | Alberto Caroly Abarza Diaz | 4:22,18        |
| S3     | Türkei                 | Umut Unlu                         | 3:19,53      | Ukraine                         | Denys Ostapchenko  | 3:19,76        | Ukraine        | Serhii Palamarchuk         | 3:33,04        |
| S4     | Israel                 | Ami Omer Dadaon                   | 2:49,26      | Neutrale Paralympische Athleten | Roman Zhdanov      | 2:53,01        | Japan          | Takayuki Suzuki            | 2:55,17        |
| S5     | Italien                | Francesco Bocciardo               | 2:25,99      | Neutrale Paralympische Athleten | Kirill Pulver      | 2:27,32        | Ukraine        | Oleksandr Komarov          | 2:30,13        |
| S14    | Vereinigtes Königreich | William Ellard                    | 1:51,30 WR   | Kanada                          | Nicholas Benett    | 1:53,61        | Australien     | Jack Ireland               | 1:53,77        |

### 400 Meter Freistil
| Klasse | Goldmedaille                | Goldmedaille            | Goldmedaille | Silbermedaille | Silbermedaille | Silbermedaille | Bronzemedaille              | Bronzemedaille                   | Bronzemedaille  |
| Klasse | Land                        | Sportler                | Zeit (min)   | Land           | Sportler       | Zeit (min)     | Land                        | Sportler                         | Zeit (min)      |
| ------ | --------------------------- | ----------------------- | ------------ | -------------- | -------------- | -------------- | --------------------------- | -------------------------------- | --------------- |
| S6     | Brasilien                   | Talisson Henrique Glock | 4:49,55      | Italien        | Antonio Fantin | 4:49,99        | Mexiko                      | Jesus Alberto Gutierrez Bermudez | 5:07,00         |
| S7     | Italien                     | Frederico Bicelli       | 4:38,70      | Ukraine        | Andrii Trusov  | 4:40,17        | Argentinien                 | Inaki Basiloff                   | 4:40,27         |
| S8     | Italien                     | Alberto Amadeo          | 4:23,23      | Kanada         | Reid Maxwell   | 423,90         | Neutrale Paralymp. Athleten | Andrei Nikolaev                  | 4:24,00         |
| S9     | Frankreich                  | Ugo Didier              | 4:12,55      | Italien        | Simone Barlaam | 4:14,16        | Australien                  | Brenden Hall                     | 4:15,61         |
| S11    | Tschechien                  | David Kratochvil        | 4:26,34      | Niederlande    | Rogier Dorsman | 4:31,34        | Japan                       | Uchu Tomita                      | 4:32,33         |
| S13    | Neutrale Paralymp. Athleten | Ihar Boki               | 3:58,37      | Frankreich     | Alex Portal    | 4:00,21        | Frankreich                  | Kylian Portal                    | 4:05,99 PR(S12) |

### 50 Meter Rücken
| Klasse | Goldmedaille                | Goldmedaille                      | Goldmedaille | Silbermedaille              | Silbermedaille                 | Silbermedaille | Bronzemedaille      | Bronzemedaille             | Bronzemedaille |
| Klasse | Land                        | Sportler                          | Zeit (min)   | Land                        | Sportler                       | Zeit (min)     | Land                | Sportler                   | Zeit (min)     |
| ------ | --------------------------- | --------------------------------- | ------------ | --------------------------- | ------------------------------ | -------------- | ------------------- | -------------------------- | -------------- |
| S1     | Polen                       | Kamil Otowski                     | 1:07,95      | Italien                     | Francesco Bettella             | 1:13,90        | Ukraine             | Anton Kol                  | 1:14,44        |
| S2     | Brasilien                   | Gabriel Geraldo dos Santos Araujo | 50,93        | Neutrale Paralymp. Athleten | Wladimir Danilenko             | 57,54          | Chile               | Alberto Caroly Abarza Diaz | 58,12          |
| S3     | Ukraine                     | Denys Ostapchenko                 | 45,16        | Deutschland                 | Josia Topf                     | 47,06          | Ukraine             | Serhii Palamarchuk         | 50,48          |
| S4     | Neutrale Paralymp. Athleten | Roman Zhdanov                     | 42,30        | Mexiko                      | Angel de Jesus Camacho Ramirez | 42,70          | Tschechien          | Arnost Petracek            | 43,96          |
| S5     | Volksrepublik China         | Weiyi Yuan                        | 32,47        | Volksrepublik China         | Jincheng Guo                   | 33,02          | Volksrepublik China | Lichao Wang                | 33,06          |

### 100 Meter Rücken
| Klasse | Goldmedaille                | Goldmedaille                      | Goldmedaille | Silbermedaille              | Silbermedaille     | Silbermedaille | Bronzemedaille              | Bronzemedaille             | Bronzemedaille |
| Klasse | Land                        | Sportler                          | Zeit (min)   | Land                        | Sportler           | Zeit (min)     | Land                        | Sportler                   | Zeit (min)     |
| ------ | --------------------------- | --------------------------------- | ------------ | --------------------------- | ------------------ | -------------- | --------------------------- | -------------------------- | -------------- |
| S1     | Polen                       | Kamil Otowski                     | 2:17,85      | Ukraine                     | Anton Kol          | 2:33,49        | Italien                     | Francesco Bettella         | 2:33,82        |
| S2     | Brasilien                   | Gabriel Geraldo dos Santos Araujo | 1:53,67      | Neutrale Paralymp. Athleten | Wladimir Danilenko | 2:01,34        | Chile                       | Alberto Caroly Abarza Diaz | 2:01,97        |
| S6     | Volksrepublik China         | Hong Yang                         | 1:14,31      | Volksrepublik China         | Jingang Wang       | 1:15,16        | Kroatien                    | Dino Sinovcic              | 1:15,73        |
| S7     | Ukraine                     | Yurii Shenhur                     | 1:09,51      | Ukraine                     | Andrii Trusov      | 1:10,42        | Italien                     | Federico Bicelli           | 1:12,23        |
| S8     | Spanien                     | Inigo Llopis Sanz                 | 1:05,58      | Japan                       | Kota Kubota        | 1:07,03        | Israel                      | Mark Malyar                | 1:07,42        |
| S9     | Neutrale Paralymp. Athleten | Yahor Shchalkanau                 | 1:00,76 PR   | Frankreich                  | Ugo Didier         | 1:01,48        | Neutrale Paralymp. Athleten | Bogdhan Mozkovoi           | 1:01,93        |
| S10    | Niederlande                 | Olivier van de Voort              | 59,04        | Italien                     | Stefano Raimondi   | 59,29          | Australien                  | Thomas Gallagher           | 1:01,34        |
| S11    | Ukraine                     | Mykhailo Serbin                   | 1:05,84 WR   | Tschechien                  | David Kratochvil   | 1:06,54        | Ukraine                     | Danylo Tschufarow          | 1:07,03        |
| S12    | Vereinigtes Königreich      | Stephen Clegg                     | 59,02 WR     | Aserbaidschan               | Raman Salei        | 1:00,67        | Ukraine                     | Yaroslav Denysenko         | 1:01,52        |
| S13    | Neutrale Paralymp. Athleten | Ihar Boki                         | 56,60        | Neutrale Paralymp. Athleten | Vladimir Sotnikov  | 57,95          | Frankreich                  | Alex Portal                | 59,,09         |
| S14    | Australien                  | Benjamin Hance                    | 57,04        | Brasilien                   | Gabriel Bandeira   | 58,54          | Vereinigtes Königreich      | Mark Tompsett              | 59,21          |

### 50 Meter Schmetterling
| Klasse | Goldmedaille        | Goldmedaille  | Goldmedaille | Silbermedaille      | Silbermedaille        | Silbermedaille | Bronzemedaille                  | Bronzemedaille   | Bronzemedaille |
| Klasse | Land                | Sportler      | Zeit (s)     | Land                | Sportler              | Zeit (s)       | Land                            | Sportler         | Zeit (s)       |
| ------ | ------------------- | ------------- | ------------ | ------------------- | --------------------- | -------------- | ------------------------------- | ---------------- | -------------- |
| S5     | Volksrepublik China | Jincheng Guo  | 30,28 WR     | Volksrepublik China | Weiyi Yuan            | 30,71          | Volksrepublik China             | Lichao Wang      | 30,89          |
| S6     | Volksrepublik China | Jingang Wang  | 31,24        | Kolumbien           | Nelson Crispín Corzo  | 31,53          | Frankreich                      | Laurent Chardard | 31,65          |
| S7     | Ukraine             | Andrii Trusov | 28,75        | Kolumbien           | Carlos Serrano Zarate | 29,08          | Neutrale Paralympische Athleten | Egor Efrosinin   | 29,69          |

### 100 Meter Schmetterling
| Klasse | Goldmedaille                    | Goldmedaille        | Goldmedaille | Silbermedaille                  | Silbermedaille    | Silbermedaille | Bronzemedaille      | Bronzemedaille               | Bronzemedaille |
| Klasse | Land                            | Sportler            | Zeit (min)   | Land                            | Sportler          | Zeit (min)     | Land                | Sportler                     | Zeit (min)     |
| ------ | ------------------------------- | ------------------- | ------------ | ------------------------------- | ----------------- | -------------- | ------------------- | ---------------------------- | -------------- |
| S8     | Italien                         | Alberto Amodeo      | 1:02,35      | Volksrepublik China             | Hongliang Wu      | 1:02,61        | Volksrepublik China | Guanglong Wang               | 1:02,73        |
| S9     | Italien                         | Simone Barlaam      | 57,99        | Australien                      | Timothy Hodge     | 1:00,03        | Australien          | Lewis Bishop                 | 1:01,08        |
| S10    | Italien                         | Stefano Raimondi    | 55,02        | Ukraine                         | Ihor Nimchenko    | 55,21          | Australien          | Alex Saffy                   | 56,61          |
| S11    | Japan                           | Keiichi Kimura      | 1:00,90 PR   | Ukraine                         | Danylo Tschufarow | 1:02,86        | Japan               | Uchu Tomita                  | 1:03,89        |
| S12    | Vereinigtes Königreich          | Stephen Clegg       | 57,49        | Neutrale Paralympische Athleten | Dzmitry Salei     | 57,92          | Aserbaidschan       | Raman Salei                  | 58,13          |
| S13    | Neutrale Paralympische Athleten | Ihar Boki           | 54,13        | Frankreich                      | Alex Portal       | 54,38          | Spanien             | Enrique Jose Alhambra Mollar | 56,27          |
| S14    | Dänemark                        | Alexander Hillhouse | 54,61        | Vereinigtes Königreich          | William Ellard    | 54,86          | Brasilien           | Gabriel Bandeira             | 55,08          |

### 50 Meter Brust
| Klasse | Goldmedaille | Goldmedaille      | Goldmedaille | Silbermedaille          | Silbermedaille | Silbermedaille | Bronzemedaille | Bronzemedaille  | Bronzemedaille |
| Klasse | Land         | Sportler          | Zeit (s)     | Land                    | Sportler       | Zeit (s)       | Land           | Sportler        | Zeit (s)       |
| ------ | ------------ | ----------------- | ------------ | ----------------------- | -------------- | -------------- | -------------- | --------------- | -------------- |
| SB2    | Mexiko       | Arnulfo Castorena | 59,41        | Bosnien und Herzegowina | Ismail Barlov  | 1:02,74        | Australien     | Grant Patterson | 1:04,54        |
| SB3    | Japan        | Takayuki Suzuki   | 48,04        | Italien                 | Efrem Morelli  | 49,41          | Spanien        | Miguel Luque    | 50,52          |

### 100 Meter Brust
| Klasse | Goldmedaille                    | Goldmedaille      | Goldmedaille | Silbermedaille      | Silbermedaille        | Silbermedaille | Bronzemedaille | Bronzemedaille        | Bronzemedaille |
| Klasse | Land                            | Sportler          | Zeit (min)   | Land                | Sportler              | Zeit (min)     | Land           | Sportler              | Zeit (min)     |
| ------ | ------------------------------- | ----------------- | ------------ | ------------------- | --------------------- | -------------- | -------------- | --------------------- | -------------- |
| SB4    | Neutrale Paralympische Athleten | Dmitrii Cherniaev | 1:32,20      | Griechenland        | Antonios Tsapatakis   | 1:36,16        | Italien        | Manuel Mateo Bortuzzo | 1:42,52        |
| SB5    | Schweiz                         | Leo McCrea        | 1:27,15      | Spanien             | Antonio Ponze Bertran | 1:29,43        | Ukraine        | Danylo Semenychin     | 1:30,96        |
| SB6    | Volksrepublik China             | Hong Yang         | 1:18,34 PR   | Kolumbien           | Nelson Crispín Corzo  | 1:19,76        | Ukraine        | Jewhenij Bohodajko    | 120,70         |
| SB8    | Neutrale Paralympische Athleten | Andrei Kalina     | 1:09,02      | Volksrepublik China | Guanglong Yang        | 1:09,83        | Kolumbien      | Carlos Serrano Zarate | 1:10,55 PRSB7  |
| SB9    | Italien                         | Stefano Raimondi  | 1:05,28      | Frankreich          | Hector Denayer        | 1:05,91        | Deutschland    | Maurice Wetekam       | 1:07,04        |
| SB11   | Niederlande                     | Rogier Dorsman    | 1:11,07      | Volksrepublik China | Bozun Yang            | 1:12,26        | Ukraine        | Danylo Tschufarow     | 1:12,72        |
| SB13   | Deutschland                     | Taliso Engel      | 1:01,90      | Kasachstan          | Nurdaulet Zhumagali   | 1:04,83 PR     | Aserbaidschan  | Vali Israfilov        | 1:05,35        |
| SB14   | Kanada                          | Nicholas Bennett  | 1:03,98      | Australien          | Jack Michel           | 104,27         | Japan          | Naohide Yamaguchi     | 1:04,94        |

### 150 Meter Lagen
| Klasse | Goldmedaille                    | Goldmedaille  | Goldmedaille | Silbermedaille | Silbermedaille  | Silbermedaille | Bronzemedaille | Bronzemedaille                 | Bronzemedaille |
| Klasse | Land                            | Sportler      | Zeit (min)   | Land           | Sportler        | Zeit (min)     | Land           | Sportler                       | Zeit (min)     |
| ------ | ------------------------------- | ------------- | ------------ | -------------- | --------------- | -------------- | -------------- | ------------------------------ | -------------- |
| SM3    | Deutschland                     | Josia Topf    | 3:00,16      | Australien     | Ahmed Kelly     | 3:02,16        | Australien     | Grant Patterson                | 3:06,94        |
| SM4    | Neutrale Paralympische Athleten | Roman Zhdanov | 2:23,03      | Israel         | Ami Omer Dadaon | 2:30,50        | Mexiko         | Angel de Jesus Camacho Ramirez | 2:37,29        |

### 200 Meter Lagen
| Klasse | Goldmedaille                | Goldmedaille     | Goldmedaille | Silbermedaille         | Silbermedaille       | Silbermedaille | Bronzemedaille              | Bronzemedaille          | Bronzemedaille |
| Klasse | Land                        | Sportler         | Zeit (min)   | Land                   | Sportler             | Zeit (min)     | Land                        | Sportler                | Zeit (min)     |
| ------ | --------------------------- | ---------------- | ------------ | ---------------------- | -------------------- | -------------- | --------------------------- | ----------------------- | -------------- |
| SM6    | Volksrepublik China         | Hong Yang        | 2:37,31 WR   | Kolumbien              | Nelson Crispín Corzo | 2:28,04        | Brasilien                   | Talisson Henrique Glock | 2:39,30        |
| SM7    | Argentinien                 | Inaki Basiloff   | 2:29,81      | Ukraine                | Andrii Trusov        | 2:29,93        | Ukraine                     | Jewhenij Bohodajko      | 2:33,13        |
| SM8    | Volksrepublik China         | Haijiao Xu       | 2:22,54      | Volksrepublik China    | Guanglong Yang       | 2:23,50        | Portugal                    | Diogo Cancela           | 2:23,64        |
| SM9    | Australien                  | Timothy Hodge    | 2:13,31 PR   | Frankreich             | Ugo Didier           | 2:15,98        | Frankreich                  | Hector Denayer          | 2:17,34        |
| SM10   | Italien                     | Stefano Raimondi | 2:10,24      | Australien             | Col Pearse           | 2:12,79        | Ukraine                     | Ihor Nimchenko          | 2:13,73        |
| SM11   | Niederlande                 | Rogier Dorsman   | 2:18,36 PR   | Ukraine                | Danylo Tschufarow    | 2:19,81        | Tschechien                  | David Kratochvil        | 2:24,60        |
| SM13   | Neutrale Paralymp. Athleten | Ihar Boki        | 2:02,03 WR   | Frankreich             | Alex Portal          | 2:06,66        | Neutrale Paralymp. Athleten | Vladimir Sotnikov       | 2:10,56        |
| SM14   | Kanada                      | Nicholas Bennett | 2:06,05 PR   | Vereinigtes Königreich | Rhys Darbey          | 2:08,61        | Australien                  | Ricky Betar             | 2:08,69        |

## Ergebnisse Frauen

### 50 Meter Freistil
| Klasse | Goldmedaille           | Goldmedaille                  | Goldmedaille | Silbermedaille     | Silbermedaille                     | Silbermedaille | Bronzemedaille              | Bronzemedaille         | Bronzemedaille |
| Klasse | Land                   | Sportler                      | Zeit (s)     | Land               | Sportler                           | Zeit (s)       | Land                        | Sportler               | Zeit (s)       |
| ------ | ---------------------- | ----------------------------- | ------------ | ------------------ | ---------------------------------- | -------------- | --------------------------- | ---------------------- | -------------- |
| S4     | Vereinigte Staaten     | Leanne Smith                  | 40,03 WR     | Deutschland        | Tanja Scholz                       | 40,75          | Australien                  | Rachael Watson         | 41,17          |
| S6     | Volksrepublik China    | Jiang Yuyan                   | 32,59        | Vereinigte Staaten | Ellie Marks                        | 32,90          | Ukraine                     | Anna Hontar            | 33,01          |
| S8     | Vereinigtes Königreich | Alice Tai                     | 29,91        | Brasilien          | Cecilia Kethlen Jeronimo de Araujo | 30,31          | Neutrale Paralymp. Athleten | Victoriia Ishchinulova | 30,79          |
| S10    | Volksrepublik China    | Chen Yi                       | 27,10        | Vereinigte Staaten | Christie Raleigh-Crossley          | 27.38          | Kanada                      | Aurelie Rivard         | 27,62          |
| S11    | Volksrepublik China    | Jia Ma                        | 28,96 WR     | Zypern             | Karolina Pelendritou               | 29,82          | Ukraine                     | Maryna Piddubna        | 30,30          |
| S13    | Brasilien              | Maria Carolina Gomes Santiago | 26,75        | Vereinigte Staaten | Gia Pergolini                      | 27,51          | Italien                     | Carlotta Gilli         | 27,60          |

### 100 Meter Freistil
| Klasse | Goldmedaille                | Goldmedaille                  | Goldmedaille | Silbermedaille     | Silbermedaille            | Silbermedaille | Bronzemedaille      | Bronzemedaille      | Bronzemedaille |
| Klasse | Land                        | Sportler                      | Zeit (min)   | Land               | Sportler                  | Zeit (min)     | Land                | Sportler            | Zeit (min)     |
| ------ | --------------------------- | ----------------------------- | ------------ | ------------------ | ------------------------- | -------------- | ------------------- | ------------------- | -------------- |
| S3     | Vereinigte Staaten          | Leanne Smith                  | 1:28,81 PR   | Spanien            | Marta Fernandez Infante   | 1:30,04        | Australien          | Rachael Watson      | 1:38,92        |
| S5     | Vereinigtes Königreich      | Tully Kearney                 | 1:15,10      | Ukraine            | Iryna Poida               | 1:17,37        | Italien             | Monica Boggioni     | 1:21,74        |
| S7     | Volksrepublik China         | Yuyan Jiang                   | 1:09,68 WR   | Vereinigte Staaten | Morgan Stickney           | 1:10,11        | Italien             | Giulia Terzi        | 1:10,43        |
| S9     | Australien                  | Alexa Leary                   | 59,53 WR     | Vereinigte Staaten | Christie Raleigh-Crossley | 1:00,18        | Brasilien           | Mariana Ribeiro     | 1:02,22        |
| S10    | Frankreich                  | Emeline Pierre                | 1:00,49      | Kanada             | Aurelie Rivard            | 1:00,82        | Italien             | Alessia Scortechini | 1:01,02        |
| S11    | Neutrale Paralymp. Athleten | Daria Lukianenko              | 1:04,88 WR   | Niederlande        | Lisette Bruinsma          | 1:05,95        | Volksrepublik China | Xiaotong Zhang      | 1:06,84        |
| S12    | Brasilien                   | Maria Carolina Gomes Santiago | 59,30        | Ukraine            | Anna Stetsenko            | 1:00,39        | Japan               | Ayano Tsujiuchi     | 1:01,05        |

### 200 Meter Freistil
| Klasse | Goldmedaille                | Goldmedaille        | Goldmedaille | Silbermedaille         | Silbermedaille | Silbermedaille | Bronzemedaille         | Bronzemedaille  | Bronzemedaille |
| Klasse | Land                        | Sportler            | Zeit (min)   | Land                   | Sportler       | Zeit (min)     | Land                   | Sportler        | Zeit (min)     |
| ------ | --------------------------- | ------------------- | ------------ | ---------------------- | -------------- | -------------- | ---------------------- | --------------- | -------------- |
| S5     | Vereinigtes Königreich      | Tully Kearney       | 2:46,50      | Ukraine                | Iryna Poida    | 2:47,16        | Italien                | Monica Boggioni | 2:47,96        |
| S14    | Neutrale Paralymp. Athleten | Walerija Schabalina | 2:05,10      | Vereinigtes Königreich | Poppy Maskill  | 2:07,16        | Vereinigtes Königreich | Louise Fiddes   | 2:07,91        |

### 400 Meter Freistil
| Klasse | Goldmedaille        | Goldmedaille     | Goldmedaille | Silbermedaille         | Silbermedaille     | Silbermedaille | Bronzemedaille              | Bronzemedaille          | Bronzemedaille |
| Klasse | Land                | Sportler         | Zeit (min)   | Land                   | Sportler           | Zeit (min)     | Land                        | Sportler                | Zeit (min)     |
| ------ | ------------------- | ---------------- | ------------ | ---------------------- | ------------------ | -------------- | --------------------------- | ----------------------- | -------------- |
| S6     | Volksrepublik China | Jiang Yuyan      | 5:12,07      | Schweiz                | Nora Meister       | 5:16,53        | Vereinigtes Königreich      | Maisie Summers-Newton   | 5:21,36        |
| S7     | Vereinigte Staaten  | Morgan Stickney  | 4:53,88 PR   | Vereinigte Staaten     | McKenzie Coan      | 5:10,34        | Italien                     | Giulia Terzi            | 5:12,61        |
| S8     | Vereinigte Staaten  | Jessica Long     | 4:48,74      | Vereinigtes Königreich | Alice Tai          | 4:52,24        | Italien                     | Xenia Francesca Palazzo | 5:00,13        |
| S9     | Ungarn              | Zsofia Konkoly   | 4:39,78      | Australien             | Lakeisha Patterson | 4:40,14        | Italien                     | Vittoria Bianco         | 4:47,55        |
| S10    | Kanada              | Aurelie Rivard   | 4:29,20      | Vereinigte Staaten     | Alexandra Truwit   | 4:31,39        | Ungarn                      | Bianka Pap              | 4:35,63        |
| S11    | Niederlande         | Lisette Bruinsma | 5:00,42      | Volksrepublik China    | Zhang Xiaotong     | 5:03,45        | Neutrale Paralymp. Athleten | Daria Lukianenko        | 5:04,37        |
| S13    | Vereinigte Staaten  | Olivia Chambers  | 4:29,93      | Italien                | Carlotta Gilli     | 4:31,83        | Ukraine                     | Anna Stetsenko          | 4:36,17 PRS12  |

### 50 Meter Rücken
| Klasse | Goldmedaille           | Goldmedaille            | Goldmedaille | Silbermedaille              | Silbermedaille              | Silbermedaille | Bronzemedaille      | Bronzemedaille          | Bronzemedaille |
| Klasse | Land                   | Sportler                | Zeit (m)     | Land                        | Sportler                    | Zeit (m)       | Land                | Sportler                | Zeit (m)       |
| ------ | ---------------------- | ----------------------- | ------------ | --------------------------- | --------------------------- | -------------- | ------------------- | ----------------------- | -------------- |
| S2     | Singapur               | Pin Xiu Yip             | 1:05,99      | Mexiko                      | Haidee Viviana Aceves Perez | 1:08,96        | Spanien             | Teresa Perales          | 1:10,95        |
| S3     | Vereinigtes Königreich | Ellie Challis           | 53,56        | Neutrale Paralymp. Athleten | Zoia Shchurova              | 58,36          | Spanien             | Marta Fernandez Infante | 1:00,48        |
| S4     | Griechenland           | Alexandra Stamatopoulou | 50,12        | Deutschland                 | Gina Böttcher               | 51,40          | Brasilien           | Lidia Vieira da Cruz    | 52,00          |
| S5     | Volksrepublik China    | Lu Dong                 | 37,51        | Volksrepublik China         | He Shenggao                 | 39,93          | Volksrepublik China | Liu Yu                  | 42,37          |

### 100 Meter Rücken
| Klasse | Goldmedaille           | Goldmedaille                  | Goldmedaille | Silbermedaille              | Silbermedaille              | Silbermedaille | Bronzemedaille              | Bronzemedaille         | Bronzemedaille |
| Klasse | Land                   | Sportler                      | Zeit (min)   | Land                        | Sportler                    | Zeit (min)     | Land                        | Sportler               | Zeit (min)     |
| ------ | ---------------------- | ----------------------------- | ------------ | --------------------------- | --------------------------- | -------------- | --------------------------- | ---------------------- | -------------- |
| S2     | Singapur               | Pin Xiu Yip                   | 2:21,73      | Mexiko                      | Haidee Viviana Aceves Perez | 2:21,79        | Italien                     | Angela Procida         | 2:24,48        |
| S6     | Volksrepublik China    | Jiang Yuyan                   | 1:19,44 WR   | Vereinigte Staaten          | Ellie Marks                 | 1:20,34        | Kanada                      | Shelby Newkirk         | 1:22,34        |
| S8     | Vereinigtes Königreich | Alice Tai                     | 1:09,06 PR   | Neutrale Paralymp. Athleten | Victoriia Ishchinulova      | 1:14,97        | Deutschland                 | Mira Jeanne Maack      | 1:18,36        |
| S9     | Vereinigte Staaten     | Christie Raleigh-Crossley     | 1:07,92 PR   | Spanien                     | Nuria Marques Soto          | 1:09,24        | Brasilien                   | Mariana Ribeiro        | 1:09,27        |
| S10    | Ungarn                 | Bianka Pap                    | 1:07,97      | Vereinigte Staaten          | Alexandra Truvit            | 1:08,59        | Frankreich                  | Emeline Pierre         | 1:09,44        |
| S11    | Volksrepublik China    | Cai Liwen                     | 1:14,02      | Volksrepublik China         | Li Guizhi                   | 1:16,17        | Neutrale Paralymp. Athleten | Daria Lukianenko       | 1:16,64        |
| S12    | Brasilien              | Maria Carolina Gomes Santiago | 1:08,23      | Ukraine                     | Anna Stetsenko              | 1:09,43        | Spanien                     | Maria Delgado Nadal    | 1:11,33        |
| S13    | Vereinigte Staaten     | Gia Pergolini                 | 1:04,93      | Irland                      | Roisin Ni Riain             | 1:07,27        | Italien                     | Carlotta Gilli         | 1:08,08        |
| S14    | Vereinigtes Königreich | Poppy Maskill                 | 1:05,74      | Neutrale Paralymp. Athleten | Walerija Schabalina         | 1:06,68        | Vereinigtes Königreich      | Olivia Newman-Baronius | 1:08,74        |

### 50 Meter Schmetterling
| Klasse | Goldmedaille        | Goldmedaille    | Goldmedaille | Silbermedaille      | Silbermedaille    | Silbermedaille | Bronzemedaille | Bronzemedaille           | Bronzemedaille |
| Klasse | Land                | Sportler        | Zeit (s)     | Land                | Sportler          | Zeit (s)       | Land           | Sportler                 | Zeit (s)       |
| ------ | ------------------- | --------------- | ------------ | ------------------- | ----------------- | -------------- | -------------- | ------------------------ | -------------- |
| S5     | Volksrepublik China | Lu Dong         | 38,17 WR     | Volksrepublik China | He Shenggao       | 38,98          | Türkei         | Sevilay Öztürk           | 43,70          |
| S6     | Volksrepublik China | Jiang Yuyan     | 35,03        | Volksrepublik China | Liu Daomin        | 37,10          | Brasilien      | Mayara do Amaral Petzold | 37,51          |
| S7     | Kanada              | Danielle Dorris | 33,62        | Vereinigte Staaten  | Mallory Weggemann | 34,94          | Italien        | Giulia Terzi             | 35,40          |

### 100 Meter Schmetterling
| Klasse | Goldmedaille           | Goldmedaille              | Goldmedaille | Silbermedaille              | Silbermedaille         | Silbermedaille | Bronzemedaille                  | Bronzemedaille      | Bronzemedaille |
| Klasse | Land                   | Sportler                  | Zeit (min)   | Land                        | Sportler               | Zeit (min)     | Land                            | Sportler            | Zeit (min)     |
| ------ | ---------------------- | ------------------------- | ------------ | --------------------------- | ---------------------- | -------------- | ------------------------------- | ------------------- | -------------- |
| S8     | Vereinigte Staaten     | Jessica Long              | 1:10,59      | Neutrale Paralymp. Athleten | Victoriia Ishchinulova | 1:11,62        | Vereinigtes Königreich          | Alice Tai           | 1:13,60        |
| S9     | Vereinigte Staaten     | Christie Raleigh-Crossley | 1:05,19 PR   | Ungarn                      | Zsofia Konkoly         | 1:06,79        | Australien                      | Emily Beecroft      | 1:07,96        |
| S10    | Vereinigtes Königreich | Faye Rodgers              | 1:05,84      | Vereinigtes Königreich      | Callie-Ann Warrington  | 1:06,41        | Kanada                          | Katie Cosgriffe     | 1:07,22        |
| S13    | Italien                | Carlotta Gilli            | 1:03,27      | Vereinigte Staaten          | Grace Nuhfer           | 1:03,88        | Usbekistan                      | Muslima Odilova     | 1:05,43        |
| S14    | Vereinigtes Königreich | Poppy Maskill             | 1:03,00      | Hongkong                    | Chan Yui Lam           | 1:03,70        | Neutrale Paralympische Athleten | Walerija Schabalina | 1:04,40        |

### 50 Meter Brust
| Klasse | Goldmedaille | Goldmedaille    | Goldmedaille | Silbermedaille | Silbermedaille              | Silbermedaille | Bronzemedaille | Bronzemedaille          | Bronzemedaille |
| Klasse | Land         | Sportler        | Zeit (min)   | Land           | Sportler                    | Zeit (min)     | Land           | Sportler                | Zeit (min)     |
| ------ | ------------ | --------------- | ------------ | -------------- | --------------------------- | -------------- | -------------- | ----------------------- | -------------- |
| SB3    | Italien      | Monica Boggioni | 53,25 PR     | Brasilien      | Patricia Pereira dos Santos | 58,31          | Spanien        | Marta Fernandez Infante | 58,63          |

### 100 Meter Brust
| Klasse | Goldmedaille                | Goldmedaille               | Goldmedaille | Silbermedaille         | Silbermedaille                | Silbermedaille | Bronzemedaille              | Bronzemedaille          | Bronzemedaille |
| Klasse | Land                        | Sportler                   | Zeit (min)   | Land                   | Sportler                      | Zeit (min)     | Land                        | Sportler                | Zeit (min)     |
| ------ | --------------------------- | -------------------------- | ------------ | ---------------------- | ----------------------------- | -------------- | --------------------------- | ----------------------- | -------------- |
| SB4    | Italien                     | Giulia Ghiretti            | 1:50,21      | Ungarn                 | Fanny Illes                   | 1:50,25        | Volksrepublik China         | Cheng Jiao              | 1:51,70        |
| SB5    | Vereinigtes Königreich      | Grace Harvey               | 1:42,33      | Volksrepublik China    | Zhang Li                      | 1:43,17        | Ukraine                     | Anna Hontar             | 1:44,25        |
| SB6    | Vereinigtes Königreich      | Maisie Summers-Newton      | 1:1,30 PR    | Volksrepublik China    | Liu Daomin                    | 1:32,25        | Hongkong                    | Cheuk Yan Ng            | 1:34,15        |
| SB7    | Neutrale Paralymp. Athleten | Mariia Pavlova             | 1:26,09 WR   | Vereinigtes Königreich | Iona Winnifrith               | 1:29,69        | Kanada                      | Tess Routliffe Tess     | 1:31,58        |
| SB8    | Spanien                     | Anastasiya Dmytriv Dmytriv | 1:19,75      | Vereinigtes Königreich | Brock Whiston                 | 1:21,04        | Neutrale Paralymp. Athleten | Victoriia Ishchiulova   | 1:24,50        |
| SB9    | Niederlande                 | Chantalle Zijderveld       | 1:13,74      | Volksrepublik China    | Zhang Meng                    | 1:15,05        | Niederlande                 | Lisa Kruger             | 1:17,14        |
| SB11   | Neutrale Paralymp. Athleten | Daria Lukianenko           | 1:18,31 PR   | Volksrepublik China    | Jia Ma                        | 1:19,24 AS     | Zypern                      | Karolina Pelendritou    | 1:21,64        |
| SB12   | Deutschland                 | Elena Krawzow              | 1:12,54 WR   | Brasilien              | Maria Carolina Gomes Santiago | 1:15,62        | Volksrepublik China         | Jietong Zheng           | 1:20,03 AS     |
| SB13   | Vereinigtes Königreich      | Rebecca Redfern            | 1:16,02      | Vereinigte Staaten     | Olivia Chambers               | 1:17,70        | Vereinigte Staaten          | Colleen Young           | 1:18,52        |
| SB14   | Vereinigtes Königreich      | Louise Fiddes              | 1:15,47      | Brasilien              | Debora Borges Carneiro        | 1:16,02        | Brasilien                   | Beatriz Borges Carneiro | 116,46         |

### 150 Meter Lagen
| Klasse | Goldmedaille | Goldmedaille | Goldmedaille | Silbermedaille              | Silbermedaille   | Silbermedaille | Bronzemedaille | Bronzemedaille       | Bronzemedaille |
| Klasse | Land         | Sportler     | Zeit (min)   | Land                        | Sportler         | Zeit (min)     | Land           | Sportler             | Zeit (min)     |
| ------ | ------------ | ------------ | ------------ | --------------------------- | ---------------- | -------------- | -------------- | -------------------- | -------------- |
| SM4    | Deutschland  | Tanja Scholz | 2:51,31 PR   | Neutrale Paralymp. Athleten | Nataliia Butkova | 2:54,68        | Brasilien      | Lidia Vieira da Cruz | 2:57,16        |

### 200 Meter Lagen
| Klasse | Goldmedaille                | Goldmedaille          | Goldmedaille | Silbermedaille              | Silbermedaille        | Silbermedaille | Bronzemedaille         | Bronzemedaille             | Bronzemedaille |
| Klasse | Land                        | Sportler              | Zeit (min)   | Land                        | Sportler              | Zeit (min)     | Land                   | Sportler                   | Zeit (min)     |
| ------ | --------------------------- | --------------------- | ------------ | --------------------------- | --------------------- | -------------- | ---------------------- | -------------------------- | -------------- |
| SM5    | Volksrepublik China         | He Shenggao           | 3:17,99      | Volksrepublik China         | Lu Dong               | 3:18,47        | Volksrepublik China    | Cheng Jiao                 | 3:26,33        |
| SM6    | Vereinigtes Königreich      | Maisie Summers-Newton | 2:56,90      | Vereinigte Staaten          | Ellie Marks           | 3:02,50        | Volksrepublik China    | Liu Daomin                 | 3:03,60        |
| SM7    | Vereinigte Staaten          | Mallory Weggemann     | 2:53,59 PR   | Kanada                      | Tess Routliffe        | 2:57,17        | Vereinigte Staaten     | Julia Gaffney              | 3:01,27        |
| SM8    | Vereinigtes Königreich      | Brock Whiston         | 2:40,37      | Neutrale Paralymp. Athleten | Victoriia Ishchiulova | 2:40,65        | Vereinigtes Königreich | Alice Tai                  | 2:41,29        |
| SM9    | Ungarn                      | Zsofia Konkoly        | 2:33,31      | Spanien                     | Nuria Marques Soto    | 2:34,19        | Spanien                | Anastasiya Dmytriv Dmytriv | 2:37,64        |
| SM10   | Volksrepublik China         | Zhang Meng            | 2:26,81      | Ungarn                      | Bianka Pap            | 2:29,02        | Niederlande            | Lisa Kruger                | 2:29,91        |
| SM11   | Neutrale Paralymp. Athleten | Daria Lukianenko      | 2:37,77 WR   | Volksrepublik China         | Jia Ma                | 2:38,70        | Volksrepublik China    | Cai Liwen                  | 2:41,83        |
| SM13   | Italien                     | Carlotta Gilli        | 2:25,33      | Vereinigte Staaten          | Olivia Chambers       | 2:25,90        | Irland                 | Roisin Ni Riain            | 2:27,47        |
| SM14   | Neutrale Paralymp. Athleten | Walerija Schabalina   | 2:22,40      | Vereinigtes Königreich      | Poppy Maskill         | 2:23,93        | Japan                  | Aira Kinoshita             | 2:25,96        |

## Ergebnisse Mixed

### 4 × 50 Meter Freistil Staffel
| Klasse    | Goldmedaille        | Goldmedaille                                     | Goldmedaille | Silbermedaille     | Silbermedaille                                      | Silbermedaille | Bronzemedaille | Bronzemedaille                                                                                | Bronzemedaille |
| Klasse    | Land                | Sportler                                         | Zeit (min)   | Land               | Sportler                                            | Zeit (min)     | Land           | Sportler                                                                                      | Zeit (min)     |
| --------- | ------------------- | ------------------------------------------------ | ------------ | ------------------ | --------------------------------------------------- | -------------- | -------------- | --------------------------------------------------------------------------------------------- | -------------- |
| 20 Punkte | Volksrepublik China | Peng Qiuping Yuan Weiyi Jiang Yuyan Guo Jincheng | 2:14,98 WR   | Vereinigte Staaten | Leanne Smith Abbas Karimi Zach Shattuck Ellie Marks | 2:18,99        | Brasilien      | Patricia Pereira dos Santos Lidia Vieira da Cruz Daniel Xavier Mendes Talisson Henrique Glock | 2:20,91        |

### 4 × 100 Meter Freistil Staffel
| Klasse    | Goldmedaille           | Goldmedaille                                                          | Goldmedaille | Silbermedaille | Silbermedaille                                                                                       | Silbermedaille | Bronzemedaille     | Bronzemedaille                                                                                 | Bronzemedaille |
| Klasse    | Land                   | Sportler                                                              | Zeit (min)   | Land           | Sportler                                                                                             | Zeit (min)     | Land               | Sportler                                                                                       | Zeit (min)     |
| --------- | ---------------------- | --------------------------------------------------------------------- | ------------ | -------------- | --- | -------------- | ------------------ | ---------------------------------------------------------------------------------------------- | -------------- |
| 34 Punkte | Italien                | Stefano Raimondi Giulia Terzi Xenia Francesca Palazzo Simone Barlaam  | 4:01,54 WR   | Australien     | Alexa Leary Callum Simpson Chloe Osborn Rowan Crothers                                               | 4:01,90        | Vereinigte Staaten | Matthew Torres Noah Jaffe Natalie Sims Christie Raleigh-Crossley                               | 4:04,70        |
| 49 Punkte | Ukraine                | Maryna Piddubna Oleksij Wirtschenko Anna Stetsenko Yaroslav Denysenko | 3:53,84      | Brasilien      | Mattheus Rheine Correa de Souza Douglas Matera Lucilene da Silva Sousa Maria Carolina Gomes Santiago | 3:56,94        | Spanien            | Jose Ramon Cantero Elvira Maria Delgado Nadal Emma Feliu Martin Enrique Jose Alhambra Mollar   | 3:57,95        |
| S14       | Vereinigtes Königreich | William Ellard Rhys Darbey Poppy Maskill Olivia Newman-Baronius       | 3:43,05      | Australien     | Jack Ireland Madeleine McTernan Ruby Storm Benjamin Hance                                            | 3:46,37        | Brasilien          | Arthur Xavier Ribeiro Gabriel Bandeira Beatriz Borges Carneiro Ana Carolina Soares de Oliveira | 3:47,49        |

### 4 × 50 Meter Lagen Staffel
| Klasse    | Goldmedaille        | Goldmedaille                              | Goldmedaille | Silbermedaille     | Silbermedaille                                   | Silbermedaille | Bronzemedaille | Bronzemedaille                                               | Bronzemedaille |
| Klasse    | Land                | Sportler                                  | Zeit (min)   | Land               | Sportler                                         | Zeit (min)     | Land           | Sportler                                                     | Zeit (min)     |
| --------- | ------------------- | ----------------------------------------- | ------------ | ------------------ | ------------------------------------------------ | -------------- | -------------- | ------------------------------------------------------------ | -------------- |
| 20 Punkte | Volksrepublik China | Lu Dong Zhang Li Wang Lichao Guo Lincheng | 2:24,83 WR   | Vereinigte Staaten | Ellie Marks Morgan Ray Abbas Karimi Leanne Smith | 2:31,01        | Ukraine        | Yaroslav Semenenko Anna Hontar Oleksandr Komarov Iryna Poida | 2:31,53        |

### 4 × 100 Meter Lagen Staffel
| Klasse    | Goldmedaille | Goldmedaille                                           | Goldmedaille | Silbermedaille | Silbermedaille                                                                 | Silbermedaille | Bronzemedaille | Bronzemedaille                                                            | Bronzemedaille |
| Klasse    | Land         | Sportler                                               | Zeit (min)   | Land           | Sportler                                                                       | Zeit (min)     | Land           | Sportler                                                                  | Zeit (min)     |
| --------- | ------------ | ------------------------------------------------------ | ------------ | -------------- | ------------------------------------------------------------------------------ | -------------- | -------------- | ------------------------------------------------------------------------- | -------------- |
| 34 Punkte | Australien   | Jesse Aungles Timothy Hodge Emily Beecroft Alexa Leary | 4:27,08 PR   | Niederlande    | Olivier van de Voort Chantalle Zijderveld Florianne Bultje Thijs van Hofweegen | 4:28,07        | Spanien        | Nuria Marques Soto Oscar Salguero Galisteo Inigo Llopis Sanz Sarai Gascon | 4:29,39        |

## Medaillenspiegel
| Medaillenspiegel Schwimmen | Medaillenspiegel Schwimmen | Medaillenspiegel Schwimmen      | Medaillenspiegel Schwimmen | Medaillenspiegel Schwimmen | Medaillenspiegel Schwimmen |
| Platz                      | Land                       | Goldmedaille – Paralympiasieger | Silbermedaille – 2. Platz  | Bronzemedaille – 3. Platz  | Gesamt                     |
| -------------------------- | -------------------------- | ------------------------------- | -------------------------- | -------------------------- | -------------------------- |
| 1                          | China                      | 22                              | 21                         | 11                         | 54                         |
| 2                          | Großbritannien             | 18                              | 8                          | 6                          | 32                         |
| 3                          | Italien                    | 16                              | 6                          | 15                         | 37                         |
| 4                          | Vereinigte Staaten         | 10                              | 17                         | 3                          | 30                         |
| 5                          | Ukraine                    | 8                               | 15                         | 17                         | 40                         |
| 6                          | Brasilien                  | 7                               | 9                          | 10                         | 26                         |
| 7                          | Australien                 | 6                               | 8                          | 13                         | 27                         |
| 8                          | Kanada                     | 5                               | 4                          | 4                          | 13                         |
| 9                          | Niederlande                | 5                               | 3                          | 2                          | 10                         |
| 10                         | Deutschland                | 4                               | 3                          | 3                          | 10                         |
| 11                         | Japan                      | 3                               | 3                          | 6                          | 12                         |
| 12                         | Ungarn                     | 3                               | 3                          | 1                          | 7                          |
| 13                         | Frankreich                 | 2                               | 6                          | 6                          | 14                         |
| 14                         | Spanien                    | 2                               | 4                          | 9                          | 15                         |
| 15                         | Israel                     | 2                               | 1                          | 2                          | 5                          |
| 16                         | Türkei                     | 2                               | –                          | 1                          | 3                          |
| 17                         | Polen                      | 2                               | –                          | –                          | 2                          |
| 17                         | Singapur                   | 2                               | –                          | –                          | 2                          |
| 19                         | Mexiko                     | 1                               | 3                          | 3                          | 7                          |
| 20                         | Tschechien                 | 1                               | 1                          | 2                          | 4                          |
| 21                         | Griechenland               | 1                               | 1                          | –                          | 2                          |
| 21                         | Schweiz                    | 1                               | 1                          | –                          | 2                          |
| 23                         | Argentinien                | 1                               | –                          | 1                          | 2                          |
| 24                         | Dänemark                   | 1                               | –                          | –                          | 1                          |
| 25                         | Kolumbien                  | –                               | 5                          | 1                          | 6                          |
| 26                         | Aserbaidschan              | –                               | 1                          | 3                          | 4                          |
| 27                         | Zypern                     | –                               | 1                          | 1                          | 2                          |
| 27                         | Hongkong                   | –                               | 1                          | 1                          | 2                          |
| 27                         | Irland                     | –                               | 1                          | 1                          | 2                          |
| 30                         | Bosnien und Herzegowina    | –                               | 1                          | –                          | 1                          |
| 30                         | Kasachstan                 | –                               | 1                          | –                          | 1                          |
| 32                         | Chile                      | –                               | –                          | 3                          | 3                          |
| 33                         | Kroatien                   | –                               | –                          | 1                          | 1                          |
| 33                         | Norwegen                   | –                               | –                          | 1                          | 1                          |
| 33                         | Portugal                   | –                               | –                          | 1                          | 1                          |
| 33                         | Usbekistan                 | –                               | –                          | 1                          | 1                          |